# Free to Love
Pour plus de détails, voir Fiche technique et Distribution.
Free to Love est un film américain réalisé par Frank O'Connor, sorti en 1925.

## Synopsis
Après l'avoir menacé avec une arme à feu mais avoir cédé, Marie Anthony, récemment sortie d'une maison de correction, est adoptée par le juge Orr et devient la fiancée du jeune ministre James Crawford, qui a l'intention de venir en aide aux anciens condamnés. Le chef de gang Jack Garner, qui menace de révéler ce qu'il sait de son passé, réussit à séparer temporairement les amants. Tony, un bossu avec qui Marie s'est liée d'amitié, l'avertit que le père de Crawford est un complice des criminels. Essayant de protéger ce dernier, Marie est arrêtée et accusée de meurtre lorsque Tony tue Garner, mais est libérée lorsque Tony avoue plus tard. L'aîné Crawford se suicide. Marie et son amant sont réunis.

## Fiche technique
- Titre : Free to Love
- Réalisation : Frank O'Connor
- Pays d'origine : États-Unis
- Format : Noir et blanc - 1,33:1 - Film muet
- Genre : drame
- Date de sortie : 1925

## Distribution
- Clara Bow : Marie Anthony
- Donald Keith (en) : Révérend James Crawford
- Raymond McKee : Tony
- Hallam Cooley : Jack Garner
- Winter Hall : Juge Orr
- Charles Hill Mailes : Kenton Crawford